# Villers-lès-Nancy
Villers-lès-Nancy è un comune francese di 14 794 abitanti situato nel dipartimento della Meurthe e Mosella nella regione del Grand Est.

## Società

### Evoluzione demografica
Abitanti censiti